# فرونیک میستر
فرونیک میستر (هلندی: Veronique Meester؛ زادهٔ ۷ آوریل ۱۹۹۵) قایقران روئینگ اهل هلند است.
وی در مسابقات کشوری و بین‌المللی در مجموع برندهٔ ۲ مدال نقره شده‌است.